# Bruckmühle (Berg)
Bruckmühle ist ein Gemeindeteil der Gemeinde Berg im Landkreis Hof (Oberfranken, Bayern).

## Geographie
Die Einöde liegt am östlichen Rand des Gemeindeteils Bruck auf der nach Osten abfallenden Dorfhanglage der Mittelgebirgsfläche um Berg in Richtung Joditz. 
In Bruck und seinen Einöde-Anwesen Erzengel, Wiesenhaus, Steinbühl und Bruckmühle lebten am 1. November 2012 insgesamt 207 Personen.